# Anas Farah Ali
Anas Farah Ali (3 marzo 2000) è un calciatore norvegese naturalizzato gibutiano, attaccante svincolato.

## Carriera

### Club
Farah Ali ha giocato nelle giovanili del Selbak e del Trosvik, prima di entrare a far parte di quelle del Fredrikstad. Ha esordito in 1. divisjon in data 30 luglio 2016, subentrando a Patrik Karoliussen nella sconfitta casalinga per 0-1 subita contro il Mjøndalen. Al termine del campionato 2017, il Fredrikstad è retrocesso in 2. divisjon.
Il 7 marzo 2018, Farah Ali ha prolungato il contratto che lo legava al club fino al 31 dicembre successivo. Il 15 aprile dello stesso anno ha trovato la prima rete in squadra, sancendo il successo per 1-0 sull'Asker.
Il 28 marzo 2019 ha ulteriormente rinnovato l'accordo con il Fredrikstad, legandosi fino al 31 dicembre 2020. Pochi giorni più tardi, precisamente il 1º aprile, è stato ceduto al Grorud con la formula del prestito.
Ha giocato il primo incontro con la nuova maglia il 22 aprile, sostituendo Kevin Mankowitz nella sconfitta interna per 0-2 subita contro l'Alta. Il 1º maggio seguente ha trovato il primo gol per il Grorud, nella vittoria per 2-6 sul Kråkerøy, in una sfida valida per il primo turno del Norgesmesterskapet. È tornato al Fredrikstad nel mese di luglio 2019.
Il 1º giugno 2020, Farah Ali ha firmato un nuovo contratto con il Fredrikstad, valido fino al 31 dicembre 2022. Ha contribuito alla promozione in 1. divisjon del Fredrikstad, nel corso di quella stessa stagione.
Il 20 agosto 2021 è stato ceduto all'Egersund con la formula del prestito. Il 22 agosto ha disputato la prima partita in squadra, subentrando ad Andreas Breimyr nella sconfitta maturata in casa contro il Levanger con il punteggio di 0-1.
Il 25 gennaio 2022, Farah Ali è passato al Moss a titolo definitivo.

### Nazionale
Farah Ali ha rappresentato la Norvegia a livello Under-15, Under-16, Under-17 e Under-18.
Il 6 settembre 2021 ha debuttato per il Gibuti: è stato schierato titolare nella sconfitta subita col punteggio di 2-4 contro il Niger, sfida in cui ha trovato una delle reti in favore della sua squadra.

## Statistiche

### Presenze e reti nei club
Statistiche aggiornate al 25 gennaio 2023.
| Stagione           | Club               | Campionato         | Campionato | Campionato | Coppe nazionali | Coppe nazionali | Coppe nazionali | Coppe continentali | Coppe continentali | Coppe continentali | Supercoppe | Supercoppe | Supercoppe | Totale | Totale |
| Stagione           | Club               | Comp               | Pres       | Reti       | Comp            | Pres            | Reti            | Comp               | Pres               | Reti               | Comp       | Pres       | Reti       | Pres   | Reti   |
| ------------------ | ------------------ | ------------------ | ---------- | ---------- | --------------- | --------------- | --------------- | ------------------ | ------------------ | ------------------ | ---------- | ---------- | ---------- | ------ | ------ |
| 2015               | Fredrikstad        | 1D                 | 0          | 0          | CN              | 0               | 0               | -                  | -                  | -                  | -          | -          | -          | 0      | 0      |
| 2016               | Fredrikstad        | 1D                 | 2          | 0          | CN              | 0               | 0               | -                  | -                  | -                  | -          | -          | -          | 2      | 0      |
| 2017               | Fredrikstad        | 1D                 | 1          | 0          | CN              | 0               | 0               | -                  | -                  | -                  | -          | -          | -          | 1      | 0      |
| 2018               | Fredrikstad        | 2D                 | 17+2       | 4+0        | CN              | 1               | 0               | -                  | -                  | -                  | -          | -          | -          | 20     | 4      |
| apr.-lug. 2019     | Grorud             | 2D                 | 2          | 0          | CN              | 1               | 1               | -                  | -                  | -                  | -          | -          | -          | 3      | 1      |
| lug.-dic. 2019     | Fredrikstad        | 2D                 | 2          | 0          | CN              | -               | -               | -                  | -                  | -                  | -          | -          | -          | 2      | 0      |
| 2020               | Fredrikstad        | 2D                 | 8+3        | 1+0        | -               | -               | -               | -                  | -                  | -                  | -          | -          | -          | 11     | 1      |
| gen.-ago. 2021     | Fredrikstad        | 1D                 | 5          | 1          | CN              | 2               | 0               | -                  | -                  | -                  | -          | -          | -          | 7      | 1      |
| Totale Fredrikstad | Totale Fredrikstad | Totale Fredrikstad | 10         | 2          |                 | 0               | 0               |                    | -                  | -                  |            | -          | -          | 10     | 2      |
| ago.-dic. 2021     | Egersund           | 2D                 | 4          | 0          | CN              | -               | -               | -                  | -                  | -                  | -          | -          | -          | 4      | 0      |
| 2022               | Moss               | 2D                 | 25         | 8          | CN              | 3               | 1               | -                  | -                  | -                  | -          | -          | -          | 28     | 9      |
| Totale             | Totale             | Totale             | 135        | 16         |                 | 14              | 1               |                    | 0                  | 0                  |            | -          | -          | 149    | 17     |